# Малый Вопец
Ма́лый Вопе́ц — река в Смоленской области России в Кардымовском районе. Правый приток Днепра. Длина 52 км. Площадь водосборного бассейна — 126 км².
Исток у деревни Ковалевка Кардымовского района на юго-востоке Духовщинской возвышенности, у объездной дороги вокруг Смоленска. Направление течения: юго-восток, юг. Устье напротив деревни Нижние Немыкари Кардымовского района. Высота устья — 163 м над уровнем моря.